# Ulugbek Rashitov
Ulugbek Rashitov (født 23. marts 2002) er en usbekisk taekwondokæmper.
Han repræsenterede Usbekistan under sommer-OL 2020 i Tokyo, hvor han vandt guld i 68 kg.
Under sommer-OL 2024,  som blev afholdt i Paris, tok han guld.